# Copa Intercontinental d'hoquei sobre patins masculina 2017
La setzena edició de la Copa Intercontinental d'hoquei patins masculina es disputa els dias 15 i 16 de desembre al Pavelló Olimpic en Reus. En aquest torneig, els partits van ser disputats en el format final-a-quatre. Competit aquesta edició els vencedors d'Copa d'Europa de 2015/16 i 2016/17 i els guanyadors del campionat sud-americà de 2016 i 2017. El campió fou el SL Benfica.

## Resultats
Els horaris corresponen a l'hora d'estiu dels Països Catalans (zona horària: UTC+2).
|  | Semifinals               | Semifinals    |   |  | Final                    | Final |  |
|  |                          |               |   |  |                          |       |  |
|  | 15 de desembre - (19:30) |               |   |  |                          |       |  |
|  | Andes Talleres           | 4             |   |  |                          |       |  |
|  | Benfica                  | 7             |   |  |                          |       |  |
|  |                          |               |   |  |                          |       |  |
|  |                          |               |   |  | 16 de desembre - (17:00) |       |  |
|  |                          |               |   |  | Benfica                  | 5     |  |
|  |                          | Reus Deportiu | 3 |  |                          |       |  |
|  |                          |               |   |  |                          |       |  |
|  |                          |               |   |  |                          |       |  |
|  |                          |               |   |  |                          |       |  |
|  | 15 de desembre - (21:15) |               |   |  |                          |       |  |
|  | Reus Deportiu            | 7             |   |  |                          |       |  |
|  | Concepción               | 5             |   |  |                          |       |  |

### Semifinals
| 15 de desembre de 2017 (19:30)                      |       |                                                                                  |                                                  |
| Andes Talleres                                      | 4-7   | Benfica                                                                          | Pavelló Olimpic Àrbitres: O. Valverde i A. Gómez |
| E. Tamborindegui 1', 25' J. Fontán 17' C. López 36' | [ 2 ] | M. Rocha 6' C. Nicolia 7', 10' (p), 32' (p) J. Rodrigues 20', D. Rafael 36', 41' | Pavelló Olimpic Àrbitres: O. Valverde i A. Gómez |

| 15 de desembre de 2017 (21:15)                                          |       |                                                  |                                                  |
| Reus Deportiu                                                           | 7-5   | Concepción                                       | Pavelló Olimpic Àrbitres: L. Peixoto i P. Rainha |
| R. Marín 25', 57', 59' M. Torra 26' A. Rodríguez 45', 46' J. Salvat 58' | [ 3 ] | D. Páez 7' Maturano 9' M. Giuliani 21', 35', 58' | Pavelló Olimpic Àrbitres: L. Peixoto i P. Rainha |

### Final
| 16 de desembre de 2017 (17:00)                 |       |                                            |                                             |
| Benfica                                        | 5-3   | Reus Deportiu                              | Pavelló Olimpic Àrbitres: Bleizen i Ferrari |
| J. Adroher 28' (p), 33', 35', 49' V. Neves 47' | [ 4 ] | A. Casanovas 17' (p), 32' (p) R. Marín 37' | Pavelló Olimpic Àrbitres: Bleizen i Ferrari |

| Campió SL BENFICA |